# Restes prehistòriques de Son Granada de Dalt - Ses Cases Velles
Les restes prehistòriques de Son Granada de Dalt - Ses Cases Velles és un jaciment arqueològic situat prop de les cases de la possessió de Son Granada de Dalt del municipi de Llucmajor, Mallorca. En aquest jaciment hi ha restes prehistòriques molt destruïdes, situades arran del camí que condueix a les cases de la possessió. Només es veuen algunes filades de pedres, però la resta està molt arrasat.
A l'est d'aquestes restes hi ha una cova de grans dimensions a la qual s'accedeix per una rampa espaiada. Té una altària d'uns 4 m, una amplada d'uns 8 m i una fondària d'uns 26 m fins a l'inici d'un túnel. L'accés a través d'aquest túnel, d'uns 6 m de llargària, no és possible perquè hi ha una paret seca cegant-lo i a que part del sostre s'ha esfondrat. A l'altra banda sembla haver-hi una altra cambra encara més grossa que la primera. De l'interior destaca la netedat i la bona conservació. Fou utilitzada per a guardar-hi ovelles i es feren alguns tancaments en paret seca cap a la banda de la sortida. Al sostre hi ha un orifici circular de ventilació d'uns 50 cm de diàmetre que no està obturat.